# Хван, Вячеслав Львович
Вячеслав Львович Хван (род. 10 апреля 1947, Калужская область) — советский футболист, защитник. тренер.
Отец был министром финансов Казахской ССР. 
Вячеслав начинал играть в алматинской ФШМ, участвовал в Спартакиаде школьников 1964 года. С 1966 года — в составе команды класса «Б» «Металлист» Джамбул, в следующем году за клуб, переименованный в «Восход», сыграл 26 матчей. Будучи представителем корейской диаспоры, в 1968 году играл у тренера Чен Ир Сона в «Политотделе». 1969 год провёл в дубле «Кайрата», в 1970 году перешёл в семипалатинский «Цементник». Далее играл во второй лиге за эту команду, переименованную в «Спартак», был капитаном, и за «Алатау» / «Химик» Джамбул (1974—1982).
В команде из Джамбула — Тараза работал тренером (1979—1981, 1983 — июнь 1984, 1997—1998, 2001, 2004—2005, 2006—2007), начальником команды (июнь 1984—1985), главным тренером (1993, 1999 — по август). В команде «Жетысу» Талды-Курган работал тренером (2002, 2008), главным тренером (26 июня — 19 июля 2008, с сентября 2008).